# Hotel Nacional de Montevideo
El Hotel Nacional es un edificio histórico situado en el casco antiguo de Montevideo. 

## Historia
Fue construido por iniciativa de Emilio Reus en 1888 y proyectado por el arquitecto italiano Juan Tosi. El edificio originalmente estaba planificado para instalar allí un hotel y se integraría con un complejo Médico e Hidrotermo Terápico ubicado en el sur de la Ciudad Vieja, sobre el barrio Guruyu. Si bien el edificio fue culminado en 1890, el estallido de  la crisis de 1890 provocó que nunca abriera sus puertas. 
En 1895, el edificio se convertiría en sede de la Universidad de la República y luego albergaria a distintas facultades de la institución, tales como la Facultad de Matemáticas y Ramas Anexas, la Facultad de Arquitectura, y finalmente la Facultad de Humanidades y Ciencias, que ocupó el edificio hasta 1980.  
Desde 1996 esta declarado como Monumento Histórico Nacional. Fue subastado en el año 2007 y en la actualidad se encuentra desocupado, aunque existen proyectos para reformarlo.

El Hotel Nacional hacia 1910, sede de la Universidad de la República